# Глем-панк

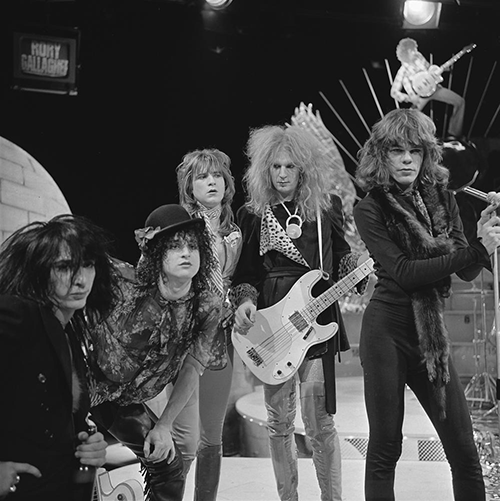
New York Dolls, 1973 рік

Ґлем-панк — термін, що використовується для визначення колективів, які грали в стилі, об'єднав в собі елементи глем-року і прото-панку.

## Історія
Вперше термін був вжитий британською музичною журналісткою Люсі О'Браєн для визначення стилю гурту New York Dolls, який, на думку О'Брайєн, поєднував у собі «неохайність Rolling Stone і запозичення з епохи гьорлз-бендів». Глем-панк вважається реакцією на народну музику хіпі 1960-х років. Люсі О'Брайен визначає стиль New York Dolls як поєднання "брутальності Rolling Stones з важкими запозиченнями з епохи дівочих гуртів". Гурт мав великий вплив на нью-йоркську клубну сцену початку 1970-х, а також на наступні покоління музикантів, а їхній стиль перейняла низка нью-йоркських гуртів, зокрема Ruby and the Rednecks.
New York Dolls зробили суттєвий вплив на нью-йоркські гурти, зокрема на Harlots of 42nd Street, і припинили своє існування в 1976 році, з приходом нової хвилі.
Стилістика колективу надихнула Вів'єн Вествуд і Малкольма Макларена на створення британської панк-рок-моди в особі Sex Pistols. Також вплив New York Dolls помітно в естетиці глем-метал-гуртів 1980-х років, особливо Hanoi Rocks і Guns N' Roses.